# ضرب‌المثل‌های اسپرانتو

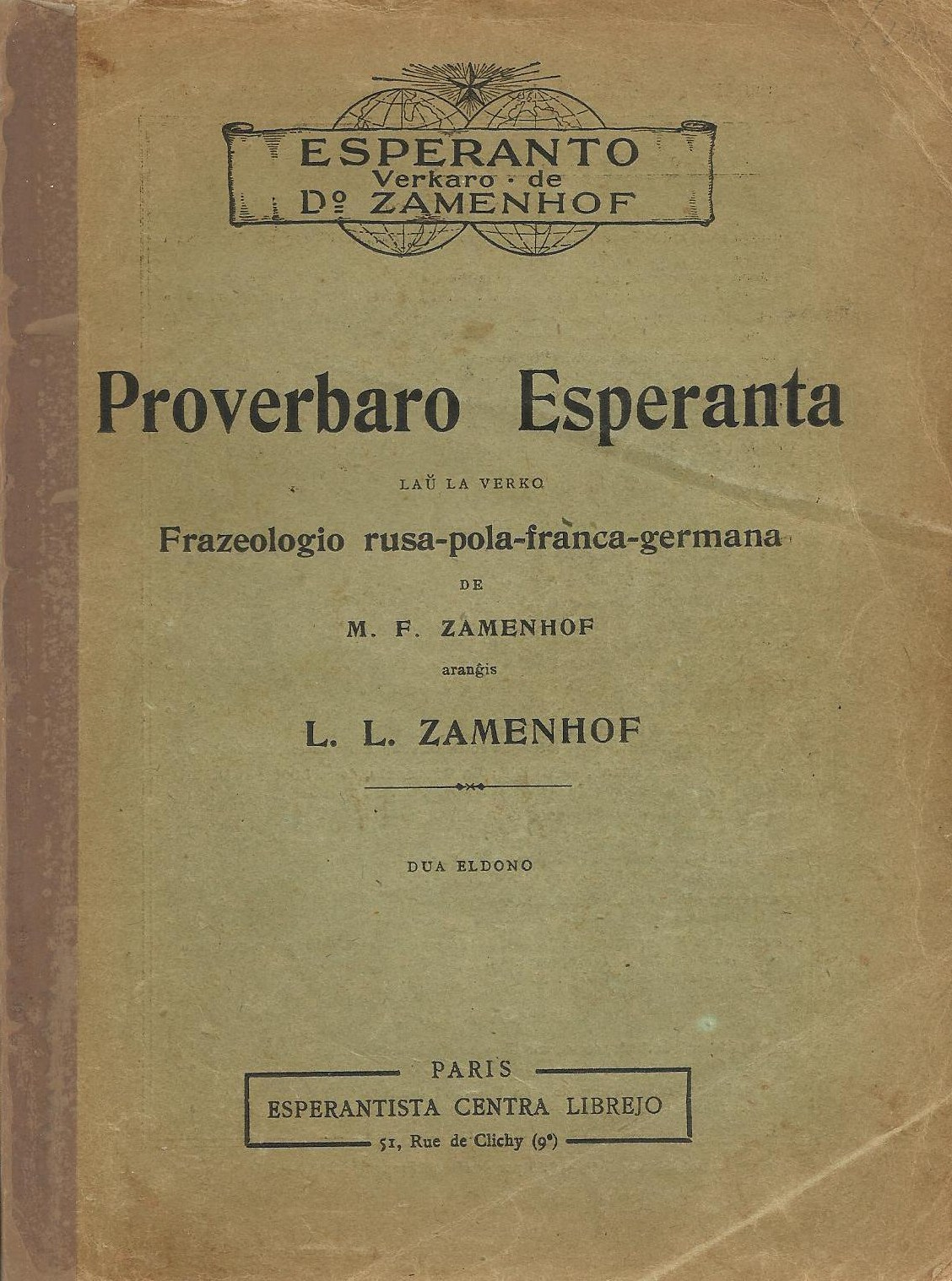
روی‌جلد کتاب ضرب‌المثل‌های اسپرانتو که در سال ۱۹۲۵ توسط نشر کتاب‌خانهٔ مرکزی اسپرانتیست‌ها (Esperantista Centra Librejo)

ضرب‌المثل‌های اسپرانتو (Proverbaro Esperanta) عنوان کتابی به زبان اسپرانتو است، که توسط آفرینندهٔ این زبان، لودویک زامنهوف، و بر اساس اثری چند زبانه (Frazeologio Russian-Polish-French-German) از پدرش، مارک زامنهوف، نگاشته شده‌است.
نخستین ویراست این اثر در سال ۱۹۱۰ منتشر گردید. برخی از ویرایش‌های بعدی آن توسط نشر ستافِتو (Stafeto) در سال‌های ۱۹۶۱ ۱۹۷۴ (در اروپا) و ۱۹۹۰ (در چین) منتشر گردید.

## پیوندهای دیگر
- Proverbaro Esperanta in the book-service of UEA (به اسپرانتو)
- Discussion about the Proverbaro in linguistic forum (به روسی)